# 테스 달리
테스 달리(Tess Daly, 1969년 3월 29일 ~ )는 잉글랜드의 모델, 사회자이다.